# Seleniuro
El seleniuro es un ion. Su fórmula química es Se2–. Los seleniuros son similares a los sulfuros. Los seleniuros son agentes reductores cuando están puros. Son agentes reductores más fuertes que los sulfuros. Los minerales de seleniuro son la fuente de selenio. Los seleniuros se mezclan normalmente con sulfuros. El ion seleniuro es inestable excepto en condiciones muy básicas. Normalmente se fabrica hidroseleniuro, que es HSe-. En condiciones ácidas, se produce gas de seleniuro de hidrógeno.